# Darwin LeOra Teilhet
Darwin LeOra Teilhet (New York, 20 maggio 1904 – Palo Alto, 18 aprile 1964) è stato uno scrittore statunitense di spicco ai tempi dell'epoca d'oro della letteratura gialla.
Il suo personaggio più famoso è il barone von Kaz, un eccentrico e arguto viennese (Il dardo piumato, uno dei romanzi della serie, è edito da Polillo Editore). 
La moglie, Hildegarde Tolman, appare come coautrice in alcuni dei suoi romanzi.

## Opere
- Murder in the Air (1931)
- Death Flies High (1931)
- The Talking Sparrow Murders (1934)
- The Ticking Terror Murders (1935)
- Il dardo piumato (The Feather Cloak Murders) (1936)
- The Crimson Hair Murders (1937)
- The Broken Face Murders (1940)